# Joachim Kuhs
Joachim Kuhs é um político alemão da Alternativa para a Alemanha que está servindo como membro do Parlamento Europeu.